# Gulyás Zsombor
Gulyás Zsombor (1992. november 25. –)  magyar szabadfogású birkózó. A Pénzügyőr SE sportolója. Többszörös Európa Bajnoki 5. helyezett és Egyetemi Világbajnoki bronzérmes.  2015-ben és 2018-ban a 74 kg-os súlycsoportban felnőtt országos bajnok birkózó.

## Sportpályafutása
Birkózói pályafutását a Csepeli Birkózó Clubnál kezdte. 2010-ben és 2011-ben Junior Európa Bajnoki 5. helyezett. 2014-ben Felnőtt Európa Bajnoki 5. helyezett és bronzérmes az Egyetemi Világbajnokságon. 2015-ben U23-as Európa Bajnoki 5. helyezett és 8. az első Európa Játékokon. 2015-ben a Csepel BC sportolójaként országos bajnoki címet szerzett szabadfogásban a 74 kg-os súlycsoportban. 2018-ban szabadfogásban országos egyéni bajnok lett a 74 kg-os súlycsoportban, a Pénzügyőr SE sportolójaként. 
A 2016-os birkózó Európa-bajnokságon részt vett a 70 kg-os súlycsoportban, ahol a selejtezőben a svájci Yves Neyer volt az ellenfele, akit 11:0-ra vert meg. Következő ellenfele a román Adrian Moise volt, aki 5:1-re győzött ellene.
A 2017-es birkózó-világbajnokság-on a 70 kg-os súlycsoportban versenyzett, ahol legyőzte finn ellenfelét, Jere Kunnas-t 6:0 arányban. Ezt követően román ellenfelétől, Adrian Moisétől kikapott 5:1-re.
A 2018-as felnőtt szabadfogású Európa-bajnokság selejtezőjében a román Vasile Minzala volt ellenfele, akitől 2:1 arányban kikapott. Ellenfele végül alulmaradt török kihívójával szemben, így vigaszágon nem kapott esélyt a folytatásra.
A 2018-as birkózó-világbajnokságon a selejtezőben ellenfele a kínai Adanabaszier Adanabaszier volt. Mérkőzésére 2018. október 20-án került sor. A párharc eredménye alapján a kínai nyert 5–3-ra.